# Archive II – 1976–1992
Archive II – 1976–1992 ist eine 3-CD-Box der britischen Rockband Genesis aus dem Jahr 2000 und zugleich der zweite Teil der Archive-Reihe. Sie beinhaltet Studio- und Live-Material aus der Zeit mit Phil Collins als Sänger, welches zuvor überwiegend nicht auf Alben erschienen war. Der erste Teil dieser Reihe ist Archive I – 1967–1975, welches bereits zwei Jahre zuvor veröffentlicht wurde.
Bei den Studioaufnahmen handelt es sich vorwiegend um Single-B-Seiten, um Stücke der EPs Spot The Pigeon und 3 × 3 oder um Maxi-Single-Versionen. Einige dieser Lieder waren zuvor auch auf der USA-Version des Albums Three Sides Live erschienen.
Die ebenfalls zuvor auf EP erschienenen Lieder Match of the Day (Spot The Pigeon) und Me and Virgil (3 × 3) sind auf Archive II – 1976–1992 nicht enthalten.

## Titelliste

### Disc 1
1. „On The Shoreline“ – 4:47
  - Aufgenommen während der We-Can't-Dance-Session
  - B-Seite der Single I Can't Dance (Januar 1992)
2. „Hearts On Fire“ – 5:14
  - Aufgenommen während der We-Can't-Dance-Session
  - B-Seite der Single Jesus He Knows Me (Juli 1992)
3. „You Might Recall“ – 5:30
  - Aufgenommen während der Abacab-Session
  - B-Seite der Single Paperlate (Juni 1982)
  - Erschienen auf der EP 3 × 3 (Mai 1982) und auf der USA-Version von Three Sides Live (1982)
4. „Paperlate“ – 3:20
  - Aufgenommen während der Abacab-Session
  - Veröffentlicht als Single (Juni 1982)
  - Erschienen auf der EP 3 × 3 (Mai 1982) und auf der USA-Version von Three Sides Live (1982)
5. „Evidence Of Autumn“ (Banks) – 4:58
  - Aufgenommen während der Duke-Session
  - B-Seite der Single Misunderstanding (August 1980)
  - Erschienen auf der USA-Version von Three Sides Live (1982)
6. „Do The Neurotic“ – 7:07
  - Aufgenommen während der Invisible-Touch-Session
  - B-Seite der Single In Too Deep (August 1986)
7. „I'd Rather Be You“ – 3:57
  - Aufgenommen während der Invisible-Touch-Session
  - B-Seite der Single Throwing It All Away (Juli 1987)
8. „Naminanu“ – 3:52
  - Aufgenommen während der Abacab-Session
  - B-Seite der Single Keep It Dark (Oktober 1981)
9. „Inside And Out“ (Banks/Collins/Hackett/Rutherford) – 6:43
  - Aufgenommen während der Wind-&-Wuthering-Session
  - Erschienen auf der EP „Spot The Pigeon“ (Mai 1977)
10. „Feeding The Fire“ – 5:49
  - Aufgenommen während der Invisible-Touch-Session
  - B-Seite der Single Land Of Confusion (November 1986)
11. „I Can't Dance“ – 7:00
  - 12" Remix (Januar 1992)
12. „Submarine“ – 5:13
  - Aufgenommen während der Abacab-Session
  - Modifizierte Version der B-Seite der Single Man on the Corner (März 1982)

### Disc 2
1. „Illegal Alien“ – 5:31
  - Live-Aufnahme aus Los Angeles am 14. Januar 1984
2. „Dreaming While You Sleep“ – 7:48
  - Live-Aufnahme aus London im November 1992
3. „It's Gonna Get Better“ – 7:31
  - Live-Aufnahme aus Los Angeles am 14. Januar 1984
4. „Deep In The Motherlode“ (Rutherford) – 5:54
  - Live-Aufnahme aus London am 5. Mai 1980
5. „Ripples“ (Banks/Rutherford) – 9:54
  - Live-Aufnahme aus London am 6. Mai 1980
6. „The Brazilian“ – 5:18
  - Live-Aufnahme aus London am 4. Juli 1987
7. „Your Own Special Way“ (Rutherford) – 6:51
  - Live-Aufnahme aus Sydney im Dezember 1987
8. „Burning Rope“ (Banks) – 7:29
  - Live-Aufnahme aus Houston am 22. Oktober 1978
9. „Entangled“ (Banks/Hackett) – 6:57
  - Live-Aufnahme aus Staffordshire am 10. Juli 1976
10. „Duke's Travels“ – 9:32
  - Live-Aufnahme aus London am 7. Mai 1980
  - Enthält auch „Duke's End“

### Disc 3
1. „Invisible Touch“ – 5:58
  - 12" Remix (Mai 1986)
2. „Land of Confusion“ – 6:59
  - 12" Remix (November 1986)
3. „Tonight, Tonight, Tonight“ – 11:46
  - 12" Remix (1987)
4. „No Reply At All“ – 4:56
  - Live-Aufnahme aus New York City am 28. November 1981
5. „Man On The Corner“ (Collins) – 4:04
  - Live-Aufnahme aus New York City am 28. November 1981
6. „The Lady Lies“ (Banks) – 6:07
  - Live-Aufnahme aus London am 6. Mai 1980
7. „Open Door“ (Rutherford) – 4:08
  - Aufgenommen während der Duke-Session
  - B-Seite der Single Duchess (Mai 1980)
  - Erschienen auf der USA-Version von Three Sides Live (1982)
8. „The Day The Light Went Out“ (Banks) – 3:12
  - Aufgenommen während der And-Then-There-Were-Three-Session
  - B-Seite der Single Many Too Many (Juli 1978) (Doppel-B-Seite)
9. „Vancouver“ (Collins/Rutherford) – 3:01
  - Aufgenommen während der And-Then-There-Were-Three-Session
  - B-Seite der Single Many Too Many (Juli 1978) (Doppel-B-Seite)
10. „Pigeons“ – 3:12
  - Aufgenommen während der Wind-&-Wuthering-Session
  - Erschienen auf der EP „Spot The Pigeon“ (Mai 1977)
11. „It's Yourself“ (Banks/Collins/Hackett/Rutherford) – 5:26
  - Aufgenommen während der A-Trick-of-the-Tail-Session
  - Gekürzte Version der B-Seite der Single Your Own Special Way (Februar 1977)
12. „Mama (Work in progress)“ – 10:43
  - aufgenommen während der Genesis-Session
  - Frühe Entwicklungs-Version ohne Text

## Besetzung
- Tony Banks – Keyboard, Gesang
- Phil Collins – Gesang, Schlagzeug
- Mike Rutherford – Bass, Gitarre, Gesang
- Steve Hackett – Gitarre
- Bill Bruford – Schlagzeug
- Chester Thompson – Schlagzeug
- Daryl Stuermer – Gitarre